# Оргулас Брендифук
Оргулас Брендифук е хобит и герой във „Властелинът на пръстените“. Оргулас е син на Мармадок Брендифук и Адалдрида Брендифук (Болгер). Оргулас има по-голям брат на име Горбадок Брендифук, който е бил господар на Фуков край, а по-късно Оргулас продължил семейната линия. Оргулас Брендифук се ражда през 2868 година през Третата епоха. Неговият брат – Горбадок, бил баща на Примула Бегинс, майката на Фродо Бегинс. Оргулас има син – Горбулас Брендифук, чийто син Мармадас се ражда през 2943 година през Третата епоха и има три деца – Меримас, Мента и Комунига. Мармадас със своето семейство присъствали на Празненството на Билбо Бегинс.

## Мармадок Брендифук
Мармадок Брендифук бил господар на Фуков край и живял близо четири поколения преди времето на Мериадок Брендифук. Мармадок се ражда през 2817 година от Третата епоха. Той е син на Мадок и Хана Брендифук. Неговият дядо се казвал Гормадок Брендифук.
Мармадок се жени за Адалдрида Болгер от която има две деца. След смъртта на баща си 2877 година Мармадок става господар на Фуков край. Смъртта на Мармадок Брендифук е през 2910 година от Третата епоха.

## Адалдрида Болгер
Била съпругата на Мармадок Брендифук, баба на Примула Бегинс и прабаба на Фродо Бегинс. Адалдрида се ражда през 2818 година от Третата епоха. Тя била член на фамилията Болгер от Мръдниброд. Нейни родители били Гундахар Болгер и Дина Болгер. През 2860 тя ражда първия си син Горбадок. Адалдрида имала по-голям брат на име Адалгар, който имал три деца.